# Olivier van Malderghem
 (juillet 2021).
Si vous disposez d'ouvrages ou d'articles de référence ou si vous connaissez des sites web de qualité traitant du thème abordé ici, merci de compléter l'article en donnant les références utiles à sa vérifiabilité et en les liant à la section « Notes et références ».
Olivier van Malderghem est un réalisateur et monteur belge né à Montréal en 1951.

## Présentation
Passionné de cinéma depuis son plus jeune âge, Olivier van Malderghem va très vite s'intéresser à la réalisation. Il se lance tout d'abord dans des études de philosophie, à l'Université libre de Bruxelles. Après avoir terminé sa licence, il entre à l'INSAS en section montage en 1977. À sa sortie de l'INSAS il monte Nous étions tous des noms d'arbres réalisé par Armand Gatti et coproduit par les frères Dardenne. Il entame dès lors une carrière de chef monteur. Il montera les premiers films de réalisateur qui ont depuis lors acquis une renommée mondiale (ex: Jaco Van Dormael). Depuis 1985, il ne cesse de réaliser des films.
Parallèlement il enseigne le cinéma et la vidéo à l'IHECS (haute-école de communication à Bruxelles) où il travaille encore aujourd'hui.
Il donne également des cours de scénarisation à l'Université de Montréal. 

## Filmographie

### Réalisateur
- 2001 : L'Arbre au chien pendu
- 2004 : Une fille de joie
- 2006 : Noir d'encre
- 2010 : Rondo
- 2010 : Hors limites, le cinéma de Jaco Van Dormael

### Monteur
- 1983 : Nous étions tous des noms d'arbres d'Armand Gatti
- 1983 : Sortie de secours de Jaco Van Dormael
- 1984 : Le Saut dans la vie de Dominique Loreau
- 1989 : Une mouche dans la salade de Caroline Strubbe et Miel Van Hoogenbemt
- 1990 : Ces drôles de Belges avec leurs drôles de films
- 1993 : On ne vit qu'une fois de Miel Van Hoogenbemt
- 1995 : Photo de classes